# The Lost World: Jurassic Park
The Lost World: Jurassic Park (titulada: El mundo perdido: Parque Jurásico en México y también conocida como Jurassic Park 2: el mundo perdido ) es una película estadounidense de ciencia ficción y aventura estrenada en 1997, segunda entrega de la franquicia de Parque Jurásico (1993). El filme fue nuevamente dirigido por Steven Spielberg y escrito por David Koepp, basándose de forma muy libre en la novela homónima de Michael Crichton. Jeff Goldblum, que repite en el papel del excéntrico matemático Ian Malcolm, encabeza un reparto que completan Julianne Moore, Pete Postlethwaite, Vince Vaughn y Vanessa Lee Chester. Goldblum es el único actor de la exitosa primera entrega que repite en un rol protagonista, aunque la película cuenta con cameos de Richard Attenborough como John Hammond y de Joseph Mazzello y Ariana Richards como sus nietos. 
La trama está ambientada cuatro años después de los sucesos del filme original y se desarrolla en la ficticia isla Sorna, ubicada en el Pacífico frente a Costa Rica, donde los dinosaurios clonados creados por la empresa InGen de Hammond vagan en libertad en su propio ecosistema. Hammond tiene noticia de que su sobrino, que se ha hecho cargo de InGen, quiere capturar a los animales y trasladarlos al continente para exhibirlos. Por ello, decide enviar una expedición secreta liderada por Malcolm que llegue a la isla antes que el equipo de su sobrino. Ambos grupos chocarán en medio de un lugar extremadamente peligroso y deberán intentar sobrevivir bajo el acecho de los temibles animales prehistóricos. 
Después del éxito clamoroso de la primera novela y su adaptación al cine, Crichton fue presionado por los aficionados y por el propio Spielberg para escribir una continuación. Publicada ésta en 1995, la producción cinematográfica se puso en marcha de inmediato y se estrenó en 1997. La trama y el tono de la secuela son sustancialmente más oscuros que en la historia original y la película incluye bastantes más animales creados con animación digital y animatrónica. La crítica no quedó tan satisfecha como con Parque Jurásico, pero esta continuación recaudó la importante cantidad de 618 millones de dólares y fue seguida por una tercera entrega, Parque Jurásico III, que llegó a los cines en 2001.

## Argumento
Han pasado cuatro años desde el caótico fracaso de Jurassic Park en la isla Nublar. La compañía responsable del parque, InGen, fundada y dirigida por John Hammond, se ve sumida en una profunda crisis y cerca de la bancarrota debido al retiro de fondos de la mayoría de sus inversionistas, al pago de indemnizaciones y a otros gastos producidos por el desastre. Mientras tanto, una adinerada familia británica decide anclar en isla Sorna, una segunda isla propiedad de InGen también llamada Zona B, donde los animales eran creados y criados para luego ser trasladados a isla Nublar (Zona A). Al ser abandonada por InGen, los dinosaurios se mueven por la isla en libertad, por lo que la hija pequeña (Camilla Belle) de la familia es salvajemente atacada por un grupo de compsognathus, pero sobrevive al ataque.
A raíz de este incidente, Peter Ludlow, el codicioso y manipulador sobrino de John Hammond, decide destituir a su tío, con el apoyo de la junta directiva de InGen y pasa a ser el nuevo director. Una vez en el poder, Ludlow pone en marcha su plan para reflotar la economía de InGen, el cual consiste en organizar una expedición a isla Sorna para capturar a los dinosaurios vivos y exhibirlos en el futuro Jurassic Park: San Diego, un anfiteatro en San Diego, California que había quedado a medio terminar por InGen luego de que Hammond decidiera construir el parque en isla Nublar. Para ello, Ludlow contrata a Roland Tembo, un cazador experto y a un pequeño ejército de cazadores, integrado, entre otros, por el Dr. Robert Burke (un paleontólogo basado en Robert Bakker), Dieter Stark (un cruel cazador de origen Sueco, el segundo al mando después de Roland), Ajay Sidhu (un experto rastreador hindú, amigo y socio de Roland) y Carter (conductor y amigo de Dieter).
John Hammond, al no tener más el control de su propia empresa, contacta a Ian Malcolm, quien, tras haber sobrevivido al incidente de isla Nublar, había violado un acuerdo confidencial, revelando públicamente el desastre y la existencia de dinosaurios recreados genéticamente por InGen. Ludlow se las ingenia para desmentir a Malcolm y hacerlo quedar como un loco ante los medios de comunicación, mencionándole que debió guardar silencio como todos los demás supervivientes. Malcolm se sorprende al conocer la existencia de la isla Sorna por parte de Hammond y más aún que los dinosaurios que la habitan sigan vivos debido a que sus cuerpos fueron genéticamente diseñados para no producir lisina, lo que en teoría debió causarles la muerte un par de días después de haber dejado de recibirla en sus alimentos hace cuatro años cuando se abandonó el proyecto. Hammond intenta convencerlo para que se una a un equipo de investigación y documentación que se dirige a Sorna para elaborar un "dossier" de dinosaurios y así poder convencer a la opinión pública de que los dinosaurios deben permanecer alejados de los seres humanos.
Malcolm se niega al principio, pero cambia de opinión cuando se entera de que su novia, la paleontóloga Sara Harding, forma parte del equipo y que lleva tres días sola en la isla. Malcolm se une al resto del equipo, conformado por Nick Van Owen (fotógrafo profesional y antiguo activista de Earth First!) y Eddie Carr (mecánico experto en equipos de investigación). Antes de partir, la hija de Ian, Kelly Malcom (Vanessa Lee Chester), de 13 años, se esconde en una de las caravanas del equipo. Tras un largo viaje en barco llegan a la isla, donde encuentran a Sarah estudiando de cerca a un grupo de estegosaurios; cuando intenta fotografiar a una cría, la cámara se descompone, causando un sonido que alerta a los otros estegosaurios adultos, pero ella consigue salvarse del ataque; Sara les explica que los dinosaurios han conseguido sobrevivir ya que los herbívoros han enfocado su dieta estrictamente en plantas ricas en lisina y los carnívoros la obtienen al comer la carne de los herbívoros, lo que ha generado un ecosistema equilibrado. Al volver a las caravanas, el equipo descubre que Kelly había viajado con ellos, lo cual enfurece a Malcolm.
Poco después avistan al equipo de cazadores de InGen, con Ludlow a la cabeza, capturando cruelmente a varias especies de dinosaurios de la isla, entre ellos: pachycephalosaurus, parasaurolophus, gallimimus, triceratops, stegosaurus y compsognathus, entre otros. 
Por la noche, mientras Ludlow se comunica con los altos mandos de InGen, Roland y Ajay salen a cazar un Tyrannosaurus rex, siendo este el verdadero motivo de su llegada a la isla. Sin embargo, Sarah y Nick liberan a los dinosaurios capturados, creando un caos total en el campamento base de InGen. De vuelta a las caravanas, Sarah y Nick encuentran una cría de Tyrannosaurus rex con la pata rota (herida por Roland y Ajay, quienes intentaron usarla de cebo para atraer a los Tyrannosaurus adultos) y deciden llevarla a su campamento para curarla. Al llegar encuentran a Malcolm y a Kelly intentando contactar por radio al barco que los había traído a la isla anteriormente. Kelly se empieza a asustar al ver a la cría de Tyrannosaurus y Malcolm la lleva con Eddie a su escondite en las alturas. Desde ahí observan a la furiosa pareja de Tyrannosaurus adultos dirigirse al campamento para recuperar a su cría. Ian intenta contactar con la caravana de Sarah y Nick, pero no contestan, por lo que Malcolm decide volver, dejando a Kelly con Eddie.
Al llegar los Tyrannosaurus adultos, Sarah les devuelve su cría. Sin embargo, éstos regresan, embisten la caravana y la empujan hacia un acantilado, quedando la mitad del remolque colgando y la parte delantera a punto de caerse. Eddie baja rápidamente de su escondite, al deducir que algo andaba mal y llega a las caravanas e intenta ayudar a Ian, Nick y Sarah con una soga atada a un tronco y luego engancha su todoterreno la caravana que está a punto de caerse y trata de subirla. Sin embargo los Tyrannosaurus adultos regresan una vez más y destruyen el todoterreno y devoran brutalmente a Eddie, partiéndolo en dos. Gracias al heroico sacrificio de este último, Ian, Sarah y Nick logran salvarse justo cuando la caravana y el todoterreno de Eddie caen al vacío y explotan. Sarah y los demás consiguen escalar la cuerda que Eddie les había lanzado y llegan al borde del acantilado, encontrándose con el equipo de Ludlow y con la hija de Ian. Ambos grupos no pueden contactar al barco ya que sus radios están dañados y deciden ir a una pequeña aldea, en el centro de la isla, para poder enviar una señal de auxilio por la radio a tierra firme. El único inconveniente es que la aldea se encuentra próxima a una zona de anidada de velociraptores.
En un descanso, Dieter se separa un momento del resto del equipo y termina extraviándose por un descuido de Carter, lo que implica que Roland, Ajay y un pequeño grupo deba ir en su búsqueda. Tras hallar los restos de Dieter, atacado y devorado por unos compsognathus, descubren que la sangre que la cría de Tyrannosaurus había dejado en la ropa de Sarah atrae de nuevo a los dos Tyrannosaurus adultos. Mientras la hembra persigue al grupo, causando algunas bajas (entre ellos Carter, que es pisotoeado por la enorme pata de la Tyrannosaurus y Burke, quien muere devorado por esta), Roland logra capturar vivo al macho con dos dardos tranquilizantes.
Huyendo de la Tyrannosaurus hembra, Ajay y un numeroso grupo de supervivientes intentan alcanzar la aldea, pero son emboscados y asesinados en el pastizal por los velociraptores. Ian, Sarah, Kelly y Nick llegan poco después encontrando la mochila de Ajay que contenía las coordenadas para la señal de rescate, en ese momento Ian logra escuchar los gritos de los hombres de Ajay siendo atacados por los velociraptores, inmediatamente Malcolm les advierte que corran rápido y sin detenerse, al pasar el pastizal consiguen llegar a las viejas instalaciones de InGen. Nick se adelanta a enviar la señal de rescate. Por otro lado Ian, Sarah y Kelly consiguen resistir exitosamente el asedio de los velociraptores, donde dos helicópteros acuden a la isla y rescatan a los supervivientes. Paralelamente, otro grupo de rescate de InGen embarca a la cría de Tyrannosaurus y al macho adulto capturado por Roland para llevárselos a tierra firme. Ludlow le ofrece a Roland un puesto de trabajo en el nuevo parque, pero éste, abatido tras enterarse de la muerte de su amigo Ajay, rechaza la oferta y regresa a África.
Días después, ya en San Diego, Ludlow congrega en el puerto de la ciudad a un grupo de directivos de InGen y posibles inversionistas para recibir al barco que transporta al Tyrannosaurus adulto, lo cual oficializaría la apertura del Jurassic Park: San Diego. Al evento acuden Ian y Sarah. En ese momento un oficial de policía ve por el radar que el barco de carga viene a toda velocidad hacia el puerto e intenta contactar a la tripulación, pero no responden, luego se hace silencio y luego se ve cómo el barco navega sin control y se estrella en el muelle del puerto. Una vez a bordo, se descubre que toda la tripulación había sido devorada por ataques del dinosaurio, aunque habían conseguido volver a encerrar al Tyrannosaurus macho en la bodega de carga del barco. Ian y Sarah ven la puerta de la bodega y cuando dicen que evacuen el barco, un guardia de InGen sin saber abre la puerta de la bodega haciendo que el Tyrannosaurus escape furiosamente buscando a su cría. Tras la fuga del Tyrannosaurus Sarah le pregunta a uno de los empleados de InGen que el Tyrannosaurus debería estar sedado, pero este le responde que lo estaba, ya que Roland lo sedo con un tranquilizante concentrado, pero este no midió la dosis y le dio más de 10 miligramos, lo cual hubiera dejado al Tyrannosaurus en estado de coma, pero después dejó de respirar y le pusieron un antagónico al tranquilizante que uso Roland, pero estos no supieron cuanto darle y se despertó, dejando al Tyrannosaurus en estado narcoléptico, Malcolm después le pregunta si había más dinosaurios adentro del barco, pero el empleado de InGen le dice que no, ya que la cría la habían transportado en el avión a tierra firme, mientras tanto el Tyrannosaurus sigue por la ciudad causando pánico y devastación a su paso. Por otro lado, Ian y Sarah llegan al recinto del Jurassic Park: San Diego, recuperan a la cría y la llevan al barco para atraer al Tyrannosaurus adulto. Con su objetivo casi cumplido, Ludlow intenta detenerlos. Ian y Sarah dejan a la cría en el barco y Ludlow va a buscarla, encontrándose, horrorizado, con que el Tyrannosaurus adulto también estaba allí. Ludlow intenta huir, pero el adulto lo toma de la pierna con sus mandíbulas y se lo entrega a su cría para que ésta lo devore, justo antes de que Sarah le dispare un dardo tranquilizante al adulto, Malcolm cierra la bodega de carga y Sarah le dispara el dardo tranquilizante, atrapando a los dos dinosaurios en el barco.
La película acaba con el barco siendo escoltado de regreso a isla Sorna y una entrevista a John Hammond, que insiste sobre su idea de preservar a las criaturas en su hábitat natural, sin interferencia humana, citando la frase de Malcolm sobre cómo "la vida se abre camino", la escena final vuelve nuevamente a la isla en donde la familia de Tyrannosaurus rex se reúne nuevamente, un grupo de Stegosaurus emigrando y a los Pteranodones sobrevolando la isla.

## Reparto
- Jeff Goldblum es el Dr. Ian Malcolm: Un matemático estudioso de la teoría del caos. Después de sobrevivir al incidente en isla Nublar, Malcolm intentó contar al mundo y a la prensa lo ocurrido, pero fue desacreditado públicamente por Ludlow y es considerado un loco ante los medios de comunicación y la sociedad. Personifica la voz de la razón tal y como lo hizo en su momento Alan Grant en la primera entrega. Fue doblado para Hispanoamérica por José Lavat.

- Julianne Moore es la Dr. Sarah Harding: Una paleontóloga que estudia el comportamiento animal y adora el trabajo de campo. Sarah es tenaz y muy independiente, lo que es un dolor de cabeza para su novio, el Dr. Malcolm.

- Vince Vaughn es Nick Van Owen: Un experto aventurero y viajero, que trabaja como fotógrafo y colaborador ecologista. También es un antiguo miembro del grupo ecologista radical Earth First!

- Pete Postlethwaite es Roland Tembo: Un experto cazador de grandes animales que sigue un estricto código moral. Es elegido para liderar el equipo de InGen que va a Sorna y está obsesionado con cazar un tiranosaurio rex. Su nombre se basa en una canción interpretada por Warren Zevon.

- Vanessa Lee Chester es Kelly Curtis Malcolm: Hija del Dr. Malcolm de una antigua relación, que a menudo se siente distanciada de su padre. Llega a la isla escondida en una de las caravanas.

- Arliss Howard es Peter Ludlow: Sobrino de John Hammond. Un hombre de negocios codicioso y manipulador. Quiere tener derecho sobre isla Sorna para capturar los animales y construir un Parque Jurásico en San Diego.

- Richard Attenborough es John Hammond: El ex director general de InGen que toma medidas para rescatar pruebas, ver e investigar los cambios del ecosistema de isla Sorna luego de los hechos ocurridos años atrás.

- Peter Stormare es Dieter Stark: Un sádico cazador, segundo al mando de la expedición de InGen bajo el control de Roland Tembo. Su nombre sugiere un origen alemán, pero grita en Sueco (la lengua materna de Stormare) antes de morir.

- Harvey Jason es Ajay Sidhu: Un experimentado rastreador de la India, inmensamente leal y amigo personal de Roland Tembo.

- Richard Schiff es Eddie Carr: El ingeniero Y jefe contratado por Hammond para abastecer al equipo de Malcolm de transporte y tecnología.

- Thomas F. Duffy es el Dr. Robert Burke: El paleontólogo que viaja con el equipo de InGen. Sus teorías resultan incorrectas en varias ocasiones. Está inspirado en paleontólogo Robert Bakker, que también sirvió de inspiración a Michael Crichton para crear el personaje de Alan Grant y trabajó como asesor técnico en la primera película.

- Thomas Rosales Jr es Carter, cazador de origen mexicano, mejor amigo de Dieter y el culpable indirecto de su muerte.

- Joseph Mazzello es Tim Murphy: Hermano menor de Lex y nieto de John Hammond (cameo).

- Ariana Richards es Lex Murphy: Hermana mayor de Tim  y nieta de John Hammond (cameo).

David Koepp, el guionista de la película, hace un pequeño cameo como Unlucky Bastard, un hombre que huye del tiranosaurio en San Diego pero tiene la mala suerte de ser devorado por este. El director de la película, Steven Spielberg, aparece al final en el reflejo del televisor, donde se le ve sentado junto a Ian y Sarah viendo las noticias sobre el barco.

## Producción
Después de la publicación de la novela Jurassic Park, Michael Crichton fue presionado por los fanes para escribir una novela secuela. Como nunca había escrito una secuela, inicialmente se negó, hasta que el éxito de la primera película de Jurassic Park llevó al propio Steven Spielberg a solicitarla él mismo. Después de que el libro fuera publicado en 1995, la producción de la secuela comenzó en septiembre de 1996.

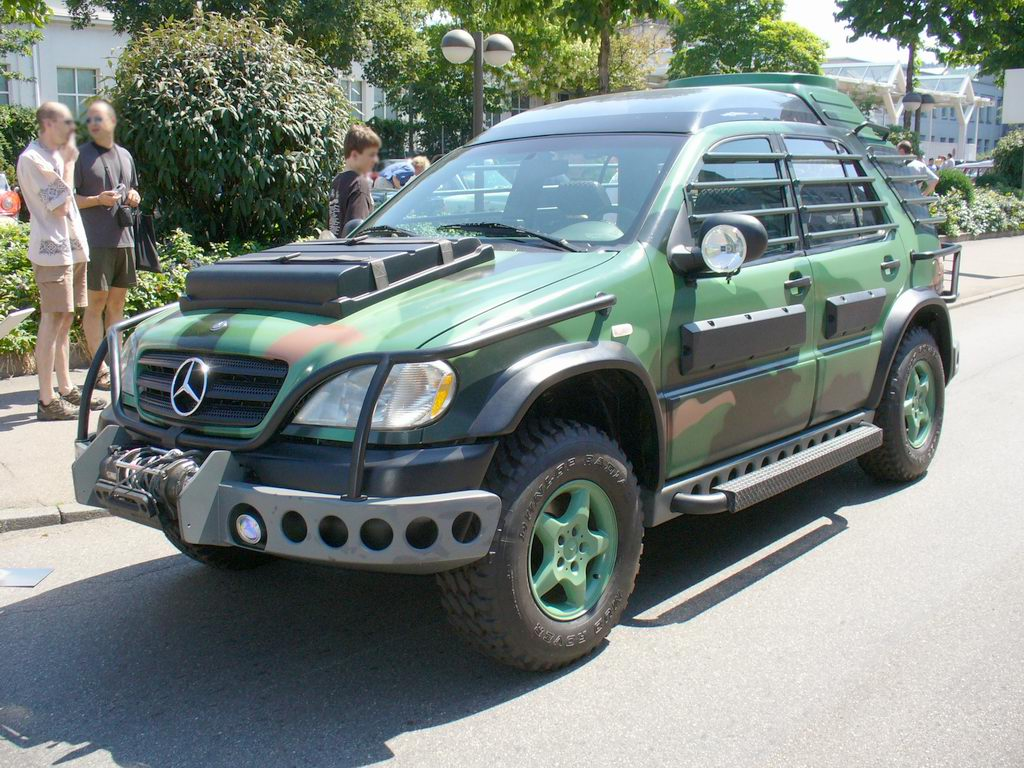
El Mercedes-Benz W163 usado en la película.

El mundo perdido fue filmada en Eureka, San Diego, Burbank, y Kauai. Aunque el final de la película tiene lugar en San Diego, solo una secuencia fue rodada allí (aquella donde el helicóptero de InGen sobrevuela el muelle y los edificios hacia la ciudad). El resto de secuencias urbanas fueron rodadas en Burbank.
Spielberg sugirió la escena final en la que el tiranosaurio ataca San Diego, inspirada en una escena de un ataque similar de un brontosaurio a Londres en 1925 de la adaptación cinematográfica de la novela de Sir Arthur Conan Doyle El mundo perdido.
Muchos elementos de la novela Jurassic Park que no estaban en la primera película fueron utilizados para esta secuela. La secuencia de apertura con la niña (Camilla Belle) que queda varada en la isla con su familia y es atacada por un grupo de compsognatos fue inspirada por una escena del libro en la que un procompsognato escapa a Costa Rica y ataca a unos niños pequeños, y la muerte de Dieter Stark es análoga a la de John Hammond en la novela. Además, la escena donde Nick, Sarah, Kelly y Burke quedan atrapados detrás de una cascada por la hembra de tiranosaurio está inspirada en una de la primera novela, donde Tim y Lex están igualmente atrapados detrás de una cascada artificial con el tiranosaurio tratando de comérselos.
De acuerdo con el paleontólogo Jack Horner, la escena de la muerte de Robert Burke fue escrita como un favor de Spielberg hacia él. El personaje de Burke está inspirado en el rival de Horner, Robert Bakker. En la vida real, Bakker aboga por un tiranosaurio depredador, mientras que Horner lo considera un carroñero. En la película, Burke muere devorado por la hembra de tiranosaurio. Después de ver la película, Bakker, quien quedó complacido tras reconocerse en Burke, envió a Horner un mensaje diciendo See? I told you T. rex was a hunter! ("¿Ves? ¡Te lo dije, el Tyrannosaurus era un cazador!").
Originalmente se eliminaron dos escenas que han sido recuperadas para la versión televisiva de EE. UU. En una de ellas, Ludlow y el consejo de InGen vetan la presidencia de la compañía a John Hammond y en la otra, Ajay viaja a Mombasa (Kenia) para persuadir a Roland Tembo de que se una a la expedición a isla Sorna. Además, se planearon dos escenas adicionales que nunca fueron filmadas (pero sí plasmadas en guiones gráficos). En la primera, una bandada de pteranodones ataca uno de los dos helicópteros enviados a la isla para rescatar a los supervivientes; esta idea sería utilizada en la cuarta película de la serie, Jurassic World. La segunda consistía en que los supervivientes consiguen escapar de los velociraptores en el pastizal saltando en un barranco con planeadores que expulsan de sus mochilas, para luego ser atacados por una bandada de pteranodones.
Como curiosidad, en la tienda de Blockbuster que aparece durante el ataque del tiranosaurio en San Diego, se pueden ver carteles de las películas ficticias Jack and the Behnstalks, con Robin Williams, Tsunami Sunrise, con Tom Hanks, y King Lear, con Arnold Schwarzenegger (en un evidente guiño irónico a los limitados recursos interpretativos de este actor), así como uno de Creature from the Black Lagoon en 3D.

## Dinosaurios en pantalla
- Compsognathus
- Gallimimus
- Mamenchisaurus
- Pachycephalosaurus
- Parasaurolophus
- Pteranodon
- Stegosaurus
- Triceratops
- Tyrannosaurus rex
- Velociraptor
- Edmontosaurio (cadáver)
- Apatosaurus (cadáver)

## Diferencias entre el libro y la película
- En la novela no aparecen John Hammond (pues muere al final del primer libro) ni sus nietos Lex y Tim Murphy. Tampoco el equipo de Malcolm se dirige a Isla Sorna para filmar un documental, sino para rescatar al paleontólogo Richard Levine que había ido a la isla para observar a los dinosaurios en su hábitat natural.

- Peter Ludlow, Nick Van Owen, Roland Tembo y el equipo de cazadores de InGen son personajes exclusivos de la película. En la novela InGen nunca envía cazadores a Isla Sorna para capturar dinosaurios y llevárselos a tierra firme, sino que en realidad va un grupo de tres personas, liderados por Lewis Dodgson, genetista de la empresa rival de InGen (Biosyn), con la intención de robar huevos de dinosaurios. Así mismo, Richard Levine, Jack Thorne y el trío antagonista encabezado por Lewis Dodgson, todos ellos personajes importantes en la novela, son omitidos en el filme.

- En el libro, junto con los tiranosaurios y los velociraptores, los depredadores más prominentes son los carnotauros, que poseen la capacidad de cambiar de color de piel para mimetizarse casi a la perfección con el ambiente. En la película ni siquiera se menciona a los carnotauros.

- En la película aparecen por primera vez los compsognatos, aunque ya hacían acto de presencia en la novela de Parque Jurásico. Además, en las dos novelas son criaturas oportunistas y también son menos agresivos, y solo atacan a animales ancianos o enfermos, mientras que en la película no lo presentan y son casi igual de agresivos que los raptores.

- La escena del principio de la película, cuando los compsognatos atacan a la niña, pertenece en realidad al primer libro de Parque Jurásico. La única diferencia es que la escena sucede en Isla Sorna, mientras que en el libro transcurre en las playas de Cabo Blanco (Costa Rica).

- En la película, Sarah Harding es la novia de Ian Malcolm, mientras que en la novela solo son buenos amigos. Algo parecido sucede con los personajes de Alan Grant y Ellie Sattler en Parque Jurásico (en el libro son compañeros de trabajo, mientras que en la película son pareja sentimental).

- En el libro, los velociraptores tienen un papel más importante, debido a que sufren una enfermedad llamada DX que los hace más agresivos, hasta el punto de matarse entre ellos y pisar sus propios nidos rompiendo los huevos. Esta enfermedad es un punto importante en la trama de la novela. Por el contrario, en la película la aparición de los velociraptores dura poco más de 10 minutos.

- El personaje de Eddie Carr es mucho más joven en el libro y muere mientras protege a Kelly de los raptores. En la película tiene una edad más avanzada y muere devorado por los tiranosaurios mientras trata de salvar a Malcolm y Sarah de caer por el barranco.

- En el libro nunca se produce un traslado del tiranosaurio a la ciudad de San Diego. De hecho, exceptuando los primeros capítulos, toda la trama del libro se desarrolla en la isla.

- Kelly, la hija afroamericana de Ian Malcolm en la película, es un personaje compuesto. En el libro son dos niños los que van a la isla infiltrados entre el equipo de Malcolm. Se trata de un chico afroamericano llamado Arbey y una niña llamada Kelly. Ambos son amigos y superdotados, y ninguno es hijo de Malcolm, sino que son los ayudantes de Richard Levine, el hombre por el cual Malcolm viaja a la isla.

- En el libro Sarah Harding no va antes a la isla, sino que, en realidad, tiene que ir mucho después. Para ello, viaja en barco con el antagonista del libro, Lewis Dogson, quien intenta asesinarla lanzándola por la borda unas millas antes de llegar a la isla.

## Recepción

### Taquilla
Después de cuatro años de una extensiva promoción, The Lost World rompió muchos récords de taquilla en su lanzamiento. Recaudó $72,132,785 en su fin de semana de estreno ($92.6 millones junto con el Memorial Day) en los Estados Unidos, que fue la mayor apertura de fin de semana en el momento, superando el récord de Batman Forever de $52.8 millón. Mantuvo en este récord durante cuatro años y medio, hasta el lanzamiento de Harry Potter y la Piedra Filosofal en noviembre de 2001. El Mundo Perdido tomó el récord de la taquilla más alta de un día con 26.083.950 dólares el 25 de mayo, Récord que mantuvo hasta el estreno de Star Wars: Episodio I - The Phantom Menace. También se convirtió en la película que más rápido pasó la marca de los $100 millones, logrando la hazaña en solo seis días. Sin embargo, a pesar de estos récords, su total en taquilla bruta cayó por debajo del total de la película original. Con una recaudación de $229.086.679 en Norteamérica y $389.552.320 en otros territorios, terminó recaudando $618.638.999 en todo el mundo, convirtiéndose en la segunda película más taquillera de 1997 detrás de Titanic. La película vendió unas 49 910 000 entradas en Norteamérica.
| País                                                                          | Fecha de estreno                 |
| ----------------------------------------------------------------------------- | -------------------------------- |
| Alemania                                                                      | Jueves 7 de agosto de 1997       |
| Argentina                                                                     | Jueves 26 de junio de 1997       |
| Australia                                                                     | Jueves 29 de mayo de 1997        |
| Austria                                                                       | Viernes 8 de agosto de 1997      |
| Bélgica                                                                       | Miércoles 22 de octubre de 1997  |
| Belice · Costa Rica · El Salvador · Guatemala · Honduras · Nicaragua · Panamá | Viernes 25 de julio de 1997      |
| Bolivia                                                                       | Jueves 31 de julio de 1997       |
| Brasil                                                                        | Viernes 20 de junio de 1997      |
| Bulgaria                                                                      | Viernes 12 de septiembre de 1997 |
| Chile                                                                         | Jueves 3 de julio de 1997        |
| Colombia                                                                      | Viernes 13 de junio de 1997      |
| Corea del Sur                                                                 | Sábado 14 de junio de 1997       |
| Croacia                                                                       | Jueves 4 de septiembre de 1997   |
| Dinamarca                                                                     | Viernes 19 de septiembre de 1997 |
| Ecuador                                                                       | Viernes 18 de julio de 1997      |
| Egipto                                                                        | Lunes 6 de octubre de 1997       |
| Eslovenia                                                                     | Jueves 28 de agosto de 1997      |
| España                                                                        | Viernes 22 de agosto de 1997     |
| Estados Unidos · Canadá                                                       | Viernes 23 de mayo de 1997       |
| Estonia                                                                       | Viernes 12 de septiembre de 1997 |
| Filipinas                                                                     | Miércoles 30 de julio de 1997    |
| Finlandia                                                                     | Viernes 5 de septiembre de 1997  |
| Francia                                                                       | Miércoles 22 de octubre de 1997  |

| País                         | Fecha de estreno                 |
| ---------------------------- | -------------------------------- |
| Grecia                       | Viernes 24 de octubre de 1997    |
| Hong Kong                    | Jueves 26 de junio de 1997       |
| Hungría                      | Jueves 25 de septiembre de 1997  |
| India                        | Viernes 5 de septiembre de 1997  |
| Indonesia                    | Miércoles 25 de junio de 1997    |
| Islandia                     | Viernes 18 de julio de 1997      |
| Israel                       | Viernes 18 de julio de 1997      |
| Italia                       | Viernes 5 de septiembre de 1997  |
| Japón                        | Sábado 12 de julio de 1997       |
| Letonia                      | Viernes 19 de septiembre de 1997 |
| Líbano                       | Viernes 3 de octubre de 1997     |
| Lituania                     | Viernes 26 de septiembre de 1997 |
| Malasia                      | Jueves 26 de junio de 1997       |
| México                       | Viernes 27 de junio de 1997      |
| Noruega                      | Viernes 5 de septiembre de 1997  |
| Nueva Zelanda                | Jueves 26 de junio de 1997       |
| Países Bajos                 | Jueves 25 de septiembre de 1997  |
| Perú                         | Viernes 18 de julio de 1997      |
| Polonia                      | Viernes 5 de septiembre de 1997  |
| Portugal                     | Viernes 26 de septiembre de 1997 |
| Reino Unido Irlanda          | Viernes 18 de julio de 1997      |
| República Checa · Eslovaquia | Jueves 25 de septiembre de 1997  |
| República Dominicana         | Miércoles 23 de julio de 1997    |
| Rumania                      | Viernes 26 de septiembre de 1997 |
| Rusia                        | Viernes 5 de septiembre de 1997  |
| Singapur                     | Jueves 5 de junio de 1997        |
| Sudáfrica                    | Viernes 27 de junio de 1997      |
| Suecia                       | Viernes 19 de septiembre de 1997 |
| Suiza                        | Viernes 8 de agosto de 1997      |
| Tailandia                    | Viernes 18 de julio de 1997      |
| Taiwán                       | Sábado 28 de junio de 1997       |
| Turquía                      | Viernes 19 de septiembre de 1997 |
| Uruguay                      | Viernes 4 de julio de 1997       |
| Venezuela                    | Miércoles 25 de junio de 1997    |

### Premios y nominaciones
| Premio                           | Categoría | Nominación                                                     | Resultado |
| -------------------------------- | --- | -------------------------------------------------------------- | --------- |
| Premios de la Academia           | Mejores efectos visuales                                                                                                 | Dennis Muren, Stan Winston, Randal M. Dutra y Michael Lantieri | Nominado  |
| Premios Saturn                   | Mejores efectos especiales                                                                                               | Dennis Muren, Stan Winston, Randal M. Dutra y Michael Lantieri | Nominado  |
| Premios Saturn                   | Mejor actor de reparto                                                                                                   | Pete Postlethwaite                                             | Nominado  |
| Premios Saturn                   | Mejor actriz joven | Vanessa Lee Chester                                            | Nominado  |
| Premios Saturn                   | Mejor película de fantasía                                                                                               |                                                                | Nominado  |
| Premios Saturn                   | Mejor colección en DVD                                                                                                   |                                                                | Nominado  |
| Premios Saturn                   | Mejor director | Steven Spielberg                                               | Nominado  |
| Premios Rembrandt                | Mejor director | Steven Spielberg                                               | Ganador   |
| MTV Movie Awards                 | Mejor secuencia de acción                                                                                                |                                                                | Nominado  |
| Premios Satellite                | Mejor película - medios animados o mezclados                                                                             |                                                                | Nominado  |
| Premios Image                    | Outstanding Youth Actor/Actress                                                                                          | Vanessa Lee Chester                                            | Nominado  |
| Grammy Awards                    | Mejor composición instrumental                                                                                           | John Williams                                                  | Nominado  |
| Blockbuster Entertainment Awards | Actor favorito - Ciencia Ficción                                                                                         | Jeff Goldblum                                                  | Nominado  |
| Blockbuster Entertainment Awards | Actriz favorita - Ciencia Ficción                                                                                        | Julianne Moore                                                 | Nominado  |
| Golden Raspberry Awards          | Peor Remake o Secuela |                                                                | Nominado  |
| Golden Raspberry Awards          | Peor descuido por la vida humana y la propiedad pública                                                                  |                                                                | Nominado  |
| Golden Raspberry Awards          | Peor guion | David Koepp, basado en el libro de Michael Crichton            | Nominado  |
| Premios Stinkers Bad Movie       | Peor guion de una película que recaudó más de 100 millones de dólares en todo el mundo usando la matemática de Hollywood | David Koepp, basado en el libro de Michael Crichton            | Nominado  |
| Premios Stinkers Bad Movie       | Peor secuela |                                                                | Nominado  |